# 封隆之
封 隆之（ほう りゅうし、485年 - 545年）は、中国の北魏末から東魏にかけての政治家・軍人。字は祖裔。小名は皮。本貫は渤海郡蓨県。

## 経歴
北魏の司空の封回の子として生まれた。弱冠にして州郡主簿となり、奉朝請を初任とし、直後を領した。汝南王元悦が王府を開くと、その下で中兵参軍となった。
延昌年間、法慶らが大乗の乱を起こすと、隆之は大都督元遥の下で乱の鎮圧にあたり、武城子の爵位を受けた。司徒主簿・河南尹丞を兼ねた。ときに青州・斉州の士民たちが乱を起こすと、隆之は北魏の朝廷の使節として説得にあたり、みな降伏させた。永安年間、撫軍府長史に任ぜられた。永安3年（530年）、爾朱栄が殺害され、爾朱兆らが晋陽に拠ると、孝荘帝は河内の要衝を任せるため、隆之を龍驤将軍・河内郡太守に任じた。間もなく持節・後将軍・仮平北将軍・河内郡都督を加えられた。隆之が河内郡に到着しないうちに、爾朱兆が洛陽に入り、孝荘帝は殺害された。
隆之は父が爾朱氏に殺害されたため、報復を誓った。普泰元年（531年）2月、高乾らとともに冀州の州城を夜襲して落とし、冀州刺史に推された。高歓が晋陽を出て東に向かうと、隆之は子の封子絵を派遣して滏口で迎えさせた。高歓が信都に入ると、隆之は反爾朱氏の挙兵を熱烈に支持した。中興元年（同年）10月、後廃帝が立つと、隆之は左光禄大夫・吏部尚書に任ぜられた。高歓の下で爾朱兆らの軍と広阿で戦い、これを撃破した。使持節・北道大使となった。中興2年（532年）、高歓が爾朱兆らを韓陵で破ったとき、隆之は鄴城の留守をつとめた。爾朱兆らが敗走すると、隆之は行冀州事となり、捕虜の3万人あまりを諸州に分置した。
間もなく侍中として召された。高歓が洛陽から鄴に軍を返そうとしたとき、隆之は斛斯椿・賀抜勝・賈顕智らに警戒するよう、高歓に忠告した。間もなく隆之は安徳郡公に封ぜられ、儀同三司に進んだ。麟趾閣で参議して、新制を定めた。亡き妻の祖氏に范陽郡君の位を追贈された。前に受けた富城子と武城子の爵位を弟の子の封孝琬らに譲った。永熙3年（534年）、隆之は先だって妻を亡くしていたことから、北魏の孝武帝が従妹（元明月）をかれにめあわせようとしていると、ひそかに孫騰に言った。孫騰は嫉妬に駆られてかれを害そうと、斛斯椿に告げ口した。斛斯椿は孝武帝に報告した。このため隆之は郷里に逃げ帰った。孝武帝の召しに応じず、高歓のために晋陽に赴き、并州刺史を代行した。清河王元亶が大司馬となると、隆之はその下で長史となった。
天平元年（同年）、東魏の孝静帝が擁立されると、隆之は侍中として入朝し、遷都の議論に参与した。侍中・侍講・吏部尚書・行冀州事となった。陽平の路紹遵が行台を号して乱を起こし、定州博陵郡を落とし、冀州に侵入した。隆之は長楽郡太守の高景らを率いて叛乱軍を撃破し、路紹遵を生け捕りにして、晋陽に送った。元象元年（538年）、冀州刺史に任ぜられ、間もなく開府を加えられた。都督の孛八・高法雄・封子元らが乱を起こすと、隆之は冀州の軍を率いて乱を平定した。元象2年（539年）、侍中としてまた召された。行梁州事に転じ、また行済州事となり、尚書右僕射として召された。武定元年（543年）、北豫州刺史の高仲密が乱を起こそうと、冀州の豪族たちに内応の使者を送り、扇動させた。隆之は説得につとめ、冀州の治安を安定させた。高澄は高仲密の支党を厳罰に処そうとしたが、隆之は追っての処罰をせず、事なきを得た。
隆之は本官のまま行済州事となり、斉州刺史に転じた。武定3年（545年）、在官のまま61歳で死去した。使持節・都督滄瀛二州諸軍事・驃騎大将軍・瀛州刺史・司徒公の位を追贈された。高歓によりさらに使持節・都督冀瀛滄斉済五州諸軍事・冀州刺史・太保の位を贈られ、諡を宣懿といった。

## 子女
- 名不詳（早逝した）[19][18]
- 封子絵（後嗣）
- 封子繡（渤海郡太守・霍州刺史。陳の呉明徹に捕らえられ、北斉の滅亡後、逃げ帰った。隋の開皇初年、通州刺史として死去）[20][21][22]

## 伝記資料
- 『北斉書』巻21 列伝第13
- 『北史』巻24 列伝第12